# طاط
طاط فرزانه‌ای اسطوره‌ای در مصر قدیم است. او لااقل از ۳۰۰۰ سال قبل از میلاد در مصر مقدس شمرده می‌شود و گفته‌اند که حکمتش او را به یک خدا بدل ساخته. او با اختراع خط هیروگلیف مقدس مقبولیت یافت و سیمای او را که به عنوان کاتب با سر یک اگراس و با منقاری خمیده به تصویر درآمد، در بسیاری معابد و مقبره‌ها می‌توان دید. او فرستندهٔ پیام‌های الهی مقدس و ثبت کنندهٔ اعمال آدمیان است. در ایوان بزرگ در روز داوری نهایی، بعد از آن که جملگی از مرگ اوزیریس زنده شدند، طاط معلوم می‌دارد آیا شخص متوفی معرفت و تطهیر روحانی را آموخته یا نه و بعد مکان او را در آسمان مشخص می‌کند.
یونانیان که از طریق نهضت ترجمه با آثار او آشنا شده بودند، طاط را با هرمس، یکی از خدایان خود، یکی کردند. آنان برای تمایز هرمس مصری با هرمس یونانی به وی عنوان «هرمس مثلث العظمه» (تریمگیستوس) به معنای سه بار معظم دادند. 
کتاب‌های منسوب به وی (هجده عدد) به هرمتیکا معروف است.